# Festival da Ilha de Wight de 1970
O Festival da Ilha de Wight de 1970 foi um festival de música realizado entre 26 e 31 de agosto de 1970 em Afton Down, uma área no oeste da ilha de Wight, na Inglaterra. Foi o último de três festivais consecutivos que aconteceram na ilha entre 1968 e 1970. Costuma ser tido como o maior evento musical da sua época, com um público superior ao do festival de Woodstock. Embora as estimativas variem, o Guinness World Records estima que o público foi de 600 000 pessoas, talvez 700 000 pessoas. Foi organizado e promovido pelos irmãos locais Ron e Ray Foulk através de sua companhia Fiery Creations Ltd, e pelo seu irmão Bill Foulk. Ron Smith foi o administrador da área, e Rikki Farr atuou como mestre de cerimônias.
Os festivais anteriores, também promovidos pelos Foulks, já haviam ganho uma boa reputação em 1968 e 1969 ao apresentar atrações como Jefferson Airplane, T. Rex, The Move, The Pretty Things, Joe Cocker, The Moody Blues, The Who e Bob Dylan em seu primeiro concerto após seu acidente de moto em 1966.
Muitos trechos do festival fazem parte de álbuns e filmes.

## Planejamento
O festival de 1970, tomando, como base, o festival de Woodstock no ano anterior, acertou a participação de Jimi Hendrix. Com Hendrix confirmado, artistas como Cactus, Chicago, The Doors, Lighthouse, The Moody Blues, The Who, Miles Davis, Joan Baez, Joni Mitchell, Jethro Tull, Sly and the Family Stone, Ten Years After, Emerson, Lake & Palmer e Free também foram confirmados. O evento tinha uma locação magnífica porém pouco prática, pois o vento predominante atingia lateralmente o som, e o sistema de som precisava ser aumentado pelo equipamento do The Who. Os organizadores também tiveram de enfrentar problemas logísticos envolvendo o transporte de 600 000 pessoas até uma ilha com população pouco superior a 100 000 pessoas. Os serviços de transporte da ilha já estavam sobrecarregados devido ao influxo anual de turistas na época do festival.
As dificuldades levaram os organizadores a concluir que o festival não daria lucro. Isso fez com que nenhum festival do gênero fosse mais realizado na ilha por trinta e dois anos.
A oposição dos moradores locais à realização do festival foi melhor organizada em 1970 do que nos anos anteriores. A ilha era um destino popular de aposentados ricos britânicos e de iates, e muitos de seus frequentadores tradicionais não gostavam do grande influxo de hippies e estranhos. Isso levou à introdução de seções no "Ato de 1971 do Conselho do Condado da Ilha de Wight" visando a restringir a realização de grandes encontros noturnos de pessoas.

## Apresentações

### Quarta-feira, 26 de agosto
- Judas Jumpː uma banda de roque progressivo pesado formada por Andy Bown e Henry Spinetti da banda The Herd, e Allan Jones da banda Amen Corner.[4]
- Kathy Smithː[5] uma cantora/compositora da Califórnia, contratada da gravadora de Richie Havens "Stormy Forest", foi bem-recebida.[6]
- Rosalie Sorrelsː outra musicista folk, acompanhada por David Bromberg na guitarra.
- David Brombergː não estava programado, mas tocou algumas músicas. "Mr. Bojangles" foi incluída no álbum The First Great Rock Festivals of The Seventies.
- Kris Kristoffersonː realizou uma apresentação controversa. Devido à má qualidade do som, o público não conseguiu escutá-lo, e pareceu que o público estava zombando dele. Quando tocava a canção "Blame it on the Stones", foi vaiado, pois o público não conseguiu escutá-lo direito e achou que ele estava criticando os Rolling Stones e o movimento jovem. "Foi um desastre completo", se recorda Kris. "Eles nos odiavam. Eles odiavam tudo. Eles nos vaiaram, Joni Mitchell, Joan Baez, Sly Stoneː eles jogaram merda em Jimi Hendrix. No final da noite, eles estavam derrubando a cerca externa, queimando as instalações, gritando obscenidades. Não era paz e amor."[7]
- Mighthy Babyː banda de roque psicodélico.

### Quinta-feira, 27 de agosto
- Gary Farrː irmão de Rikki Farr, Gary havia liderado a banda T-Bones, uma banda de rhythm and blues que tinha Keith Emerson nos teclados. Na época do festival, ele havia se tornado um artista solo, e seu segundo álbum, Strange Fruit, foi lançado em 1970.[8]
- Supertrampː seu álbum de estreia havia sido lançado um mês antes do festival.
- Andy Roberts' Everyone
- Ray Owenː ex-vocalista da banda Juicy Lucy.
- Howlː banda de hard rock da Escócia anteriormente conhecida como The Stoics.
- Black Widowː uma banda britânica que escreveu canções sobre adoração a Satã no seu álbum de estreia de 1970, Sacrifice
- The Groundhogsː uma banda inglesa de blues-rock
- Terry Reidː tocou com David Lindley. A apresentação foi lançada em CD em 2004.
- Gilberto Gil e Caetano Velosoː artistas da tropicália brasileira.
- Gracious!ː uma banda britânica de roque progressivo.

### Sexta-feira, 28 de agosto
- Fairfield Parlourː eles haviam gravado um single intitulado Let The World Wash In, lançado sob o nome I luv Wight, que eles esperavam que fosse a música tema do festival. Eles também já haviam gravado sob o nome Kaleidoscope. Outra canção deles foi Soldiers of flesh, lançada num disco bootleg intitulado Coca cola bullshit.
- Arrivalː sua apresentação incluiu uma música de Leonard Cohen.
- Lighthouseː este grupo canadense se apresentou duas vezes no festival.
- Tasteː o guitarrista Rory Gallagher participou deste trio de blues de 1966 a 1970. Esta foi uma de suas últimas apresentações, a qual foi filmada e gravada. Um álbum intitulado Live at the Isle of Wight contendo a apresentação do grupo foi lançado em 1971. A apresentação também foi registrada no álbum em dvd e blu-ray Taste: What's Going on - Live at the Isle of Wight 1970, lançado em 2016.
- Tony Joe Whiteː tocou sucessos como Polk Salad Annie. Seu baterista foi Cozy Powell. A apresentação foi lançada em 2006 na coleção Swamp music, do selo Rhino Handmade.
- Chicagoː sua apresentação incluiu as músicas 25 or 6 to 4, Beginnings e I'm a Man.
- Familyː sua apresentação incluiu a música The Weaver's Answer, que havia se tornado sua música símbolo.
- Procol Harumː o líder Gary Brooker comentou que foi uma noite fria. A canção Salty Dog foi incluída no álbum The First Great Rock Festivals of The Seventies.
- The Voices of East Harlemː uma reunião de crianças do East Harlem, em Nova Iorque. Sua apresentação foi aplaudida de pé várias vezes.
- Cactusː duas músicas de sua apresentação foram incluídas no álbum The First Great Rock Festivals of The Seventies.

### Sábado, 29 de agosto
- John Sebastianː tocou durante oitenta minutos. Durante a apresentação, o guitarrista Zal Yanovsky, ex-integrante da banda The Lovin' Spoonful, fez uma participação surpresa.
- Shawn Phillipsː este cantor folk estadunidense tocou improvisações.
- Lighthouse (segunda apresentação)
- Joni Mitchellː fez uma apresentação controversa. Depois da música Woodstock, um hippie chamado Yogi Joe interrompeu sua apresentação para fazer um discurso sobre as pessoas no festival num acampamento construído com fardos de palha intitulado Desolation Row. Quando Joe foi expulso pelo empresário de Mitchell, o público começou a vaiar até que Mitchell fez um apelo emocional pedindo respeito aos artistas.[9] Contrariamente à crença popular, Joe não foi o homem que reclamou sobre um "campo de concentração psicodélico". Esse foi outro incidente, que aconteceu no dia anterior. Depois que o público se acalmou, Mitchell encerrou sua apresentação com a música Both Sides, Now e retornou ao palco para um bis de duas músicas.
- Tiny Timː sua versão de There'll Always Be an England pode ser vista no filme Message to Love.
- Miles Davisː um dvd com sua apresentação completa foi lançado em 2004. A música Call It Anythin foi incluída no álbum The First Great Rock Festivals of The Seventies.
- Ten Years Afterː roqueiros britânicos tocando basicamente uma repetição de sua famosa apresentação em Woodstock. Os destaques foram as músicas I'm Going Home e I Can't Keep From Crying Sometimes. Esta última foi incluída no álbum The First Great Rock Festivals of The Seventies e no filme Message to Love.
- Emerson, Lake & Palmerː foi a segunda apresentação da banda. O álbum Pictures at an Exhibition, que usou um sintetizador Moog, foi a base da histórica apresentação. Foi lançado comercialmente com o título Live at the Isle of Wight Festival 1970 em 1997.
- The Doorsː sua apresentação foi envolta em escuridão devido ao desejo de Jim Morrison de não haver holofotes projetados sobre a banda. Suas apresentações de The End e When the Music's Over fazem parte do documentário Message to Love. Como descrito na biografia de Morrison No One Here Gets Out Alive, o vento, o mau tempo e o frio tornaram pesada a apresentação. Existem gravações bootleg da apresentação, assim como uma versão remasterizada em 2015 da Doxy Records. Uma versão ao vivo de Break On Through (To the Other Side) fez parte da trilha sonora do documentário When You're Strange. Sua apresentação está contida no álbum Live at The Isle of Wight Festival 1970, lançado em 2018.
- The Who: sua apresentação completa, incluindo a ópera roque Tommy, foi lançada em 1996 no álbum Live at the Isle of Wight Festival 1970. Dois anos depois, sua apresentação foi lançada em dvd com cortes significativos de Tommy e de outras canções (como Naked Eye).
- Sly and the Family Stone: tocaram para uma audiência cansada no início da manhã do domingo. Entretanto, a audiência acordou para ouvir versões inspiradas de I Want to Take You Higher, Dance to the Music e Thank You (Falettinme Be Mice Elf Agin), que contou com Sly na guitarra. Stand e You Can Make it if You Really Try apareceram no álbum The First Great Rock Festivals of The Seventies. Antes do bis, outro militante político decidiu fazer um discurso, mas o público começou a vaiar e lançar latas de cerveja no palco. Freddie Stone foi atingido por uma lata e um Sly furioso decidiu abreviar a apresentação. Ele chegou a prometer uma segunda apresentação, mas ela nunca ocorreu.
- Melanie Safka: esta veterana de Woodstock foi bem acolhida pelo público conforme o sol surgia. Antes de sua apresentação, Keith Moon, do The Who, lhe ofereceu apoio moral. Sua música What Have They Done to My Song Ma foi incluída no documentário francês de 2010 From Wight to Wight, que falava sobre as edições de 1970 e 2010 do festival.

### Domingo, 30 de agosto
- Good News: duo acústico estadunidense com Larry Gold[10] no violoncelo e Michael Bacon no violão.
- Enigma Bang: uma banda de Rock que fez um tremendo show na noite.surgida em 1966, a banda arrepiou o público com músicas do seu quarto album, Epilogue,lançado em junho de 1970
- Kris Kristofferson (segunda apresentação): desta vez, ele foi bem recebido. Ele voltou com uma banda maior e brincou quando entrou no palco: "bem, estou de volta, mas desta vez trouxe alguns guarda-costas". Duas de suas canções nessa apresentação foram incluídas no álbum The First Great Rock Festivals of The Seventies.
- Ralph McTell: apesar de uma entusiástica recepção do público, ele não tocou o bis.
- Heaven: a resposta inglesa ao Chicago e ao Blood, Sweat & Tears. Seu empresário era Rikki Farr.
- Free: tocaram Ride on a Pony, Mr. Big, Woman, The Stealer, Be My Friend, Fire & Water, I'm a Mover, The Hunter, seu sucesso All Right Now, e finalizaram com um cover do clássico de Robert Johnson Crossroads.
- Donovan: ele tocou, primeiro, músicas acústicas. Depois, tocou músicas eletrificadas com sua banda Open Road.
- Pentangle: banda folk britânica. Uma alemã interrompeu a apresentação para transmitir uma mensagem política ao público.
- The Moody Blues: uma popular banda britânica, veterana da edição de 1969 do festival. Sua música Nights in White Satin pode ser vista no documentário Message to Love. Sua apresentação faz parte do álbum Threshold of A Dream Live at the Isle of Wight 1970.
- Jethro Tull: sua apresentação está registrada no álbum Nothing Is Easy: Live at the Isle of Wight 1970. Durante a manhã de domingo, o público já havia se entretido com o teste de som da banda.
- Jimi Hendrix: tocou nas primeiras horas do dia 31 de agosto com Mitch Mitchell na bateria e Billy Cox no baixo. Durante toda a apresentação, Hendrix foi atormentado por problemas técnicos (durante a música Machine Gun, o rádio dos seguranças pode ser ouvido claramente no amplificador de Hendrix). David Gilmour alega ter ajudado na mixagem do som naquela noite.[11] A apresentação foi lançada em cd e vídeo em várias formas. As músicas Power to Love, Midnight Lightning e Foxy Lady foram destaques no álbum The First Great Rock Festivals of The Seventies.
- Joan Baez: sua versão da música Let It Be pode ser vista no documentário Message to Love.
- Leonard Cohen: apoiado por sua banda The Army, sua canção Suzanne pode ser vista no documentário Message to Love. Sua música Tonight Will Be Fine foi incluída no álbum he First Great Rock Festivals of The Seventies. Em outubro de 2009, foi lançado o cd/dvd Live at the Isle of Wight 1970, contendo sua apresentação.
- Richie Havens: o músico que abrira o festival de Woodstock encerrou o festival na manhã de 31 de agosto. Conforme ele tocava sua versão de Here Comes the Sun, irrompeu um alvorecer enevoado depois de quatro dias sem nuvens no céu, e Richie mudou a letra da canção para here comes the dawn (aí vem o alvorecer). Sua apresentação incluiu as músicas Maggie's Farm, de Bob Dylan, Freedom, Minstrel from Gault e um mantra hare krishna.

### Apresentações emCanvas City
- Hawkwind (na quinta-feira)
- Pink Fairies (na quinta-feira)
- T2

## Atrações agendadas mas que não se apresentaram
- Cat Mother
- Spirit
- The Everly Brothers
- Redbone
- Mungo Jerry

## Filmes e álbuns

### The First Great Rock Festivals of the Seventies(1971)
Este conjunto de três LPs da CBS Records dedicou o primeiro disco ao Festival Pop Internacional de Atlanta de 1970 e dois discos ao Festival da Ilha de Wight de 1970. Teo Macero é creditado como o produtor dos discos do Festival da Ilha de Wight. Eles mostram, na seguinte ordem: Jimi Hendrix, Sly and the Family Stone, Ten Years After, Miles Davis, Kris Kristofferson, Procol Harum, Cactus, Leonard Cohen e David Bromberg.

### Message to Love: The Isle of Wight Festival
Todas as apresentações no festival foram filmadas profissionalmente pelo premiado diretor Murray Lerner. Devido a dificuldades financeiras, nada foi lançado até 27 anos depois do evento. Finalmente, Lerner selecionou material do festival no filme Message to Love: The Isle of Wight Festival, que estreou no festival de cinema de San Jose de 1995 e foi lançado em 1997. Um cd da trilha sonora foi lançado pela Castle Communications/Sony Legacy em 1997. O filme passa uma imagem negativa do evento ao mostrar cenas violentas que ocorreram antes do próprio evento. Douglas Osmond, responsável pelo policiamento da região na época, enfatizou o caráter pacífico do evento no seu depoimento ao relatório Stevenson de 1971 (que foi apresentado ao parlamento como evidência a favor de futuros festivais na ilha de Wight).

### Outros filmes e álbuns
- Let The World Wash In, de "I Luv Wight", foi a música oficial do festival. Posteriormente, foi substituída por Amazing Grace, de "The Great Awakening".
- The Who: Live at the Isle of Wight Festival 1970 (1996 - 2 CD) (2004 - 3 x Vinyl LP) Listening to You (1996)(1998)(2004) (1 LaserDisk/1 DVD/1 Blu-ray)
- Emerson, Lake & Palmer: Live at the Isle of Wight Festival 1970 (1997) (1 CD), The Birth of a Band (2006) (1 DVD/ 2-Sided Disc: CD+DVD)
- Jimi Hendrix: Isle of Wight (1971) (1 x vinyl LP), At the Isle of Wight (1990) (VHS, LaserDisc, CD), Blue Wild Angel: Live at the Isle of Wight (2002) 3 x Vinyl LP, (2014) (2 CD/1 DVD/1 Blu-ray)
- Miles Davis: Isle of Wight (1987) (1 x Vinyl LP), Miles Electric: A Different Kind of Blue (2004) (1 DVD), Isle of Wight concert (2007) (não oficial) (1 x Vinyl LP), Isle of Wight (2009), CD n°39 de "The Complete Columbia Album Collection", Bitches Brew Live (2011) (2 x Vinyl LP),
- Jethro Tull: Nothing Is Easy: Live at the Isle of Wight 1970 (2005) (1 DVD/ 1CD/ 2 x Vinyl LP), By a Benefit Of Wight (2002) (1 CD) (não oficial)
- Free: Free Forever (2006) (2 DVD) (só o disco 2 é do festival)
- The Moody Blues: Threshold of a Dream: Live at the Isle of Wight Festival 1970 (2008) (1 x Vinyl LP), (2009) (1 CD/1 DVD/1 Blu-ray)
- Leonard Cohen: Leonard Cohen: Live at the Isle of Wight 1970 (2009) (1 CD/1 DVD/1 Blu-ray 2 x Vinyl LP)
- Taste: What's Going on: Live at the Isle of Wight 1970 (2015) (1 CD/1 DVD/1 Blu-ray 2 x Vinyl LP), Live At The Isle Of Wight (1971) (1 x Vinyl LP), lançamento em CD em 1992
- The Doors: Get Fat And Die (1982) (1 x Vinyl LP, não oficial), Palace Of Exile (1997)(1 x CD), When The Music's Over (2009) (1 x Vinyl LP), Last Screams Of The Butterfly (2011) (2 x Vinyl LP), Live at the Isle of Wight Festival 1970 (2018) (1 CD/1 DVD/ 1 Blu-ray), (2019) (2 x Vinyl LP, edição limitada de 11 000 exemplares)
- Jim Morrison: The Ultimate Collected Spoken Words 1967-1970 (2 x CD - CD 1, faixa 2, The Isle Of Wight Festival Interview)
- Joni Mitchell: Both Sides Now. Live at the Isle of Wight Festival 1970 (2018) (1 DVD, 1 Blu-ray)
- Chicago: Live At The Isle Of Wight Festival (2018) (2 x Vinyl LP), Live Chicago (VI Decades Live) (4 x CD + 1 x DVD boxset) (CD 1&2 recorded at the Festival).
- Tony Joe White: Swamp Music (2006) (4 x CD Boxset, edição limitada a 5 000 com 1 CD contendo 5 canções gravadas no festival.
- Terry Reid: Silver White Light, Live at Isle of Wight 1970, (2004) (1 x CD)
- Donovan: (não oficial) Diving For Pearls In The Sea, Volume2, 3 x CD, Disco 1: With Open Road The Complete Isle of Wight August 30, 1970.
- Sly & the Family Stone: Higher (2013) (4 x CD set, CD 3, 4 faixas gravadas no festival, "I Want to Take You Higher" (edição limitada numerada, 1 x Vinyl LP).
- CocaCola Bullshit: (1970) 1 x Vinyl LP (não oficial), lado A: Kralingen (Rotterdam June 1970), lado B: Isle of Wight: 1 Melanie, Birthday of the Rain, 2 Fairfeild Parlour, Soldiers of Flesh (creditado como: Taste, Soldiers of Flash), 3 Joan Baez, Joe Hill, 4 Ten Years After, Sweet Sixteen, 5 Joni Mitchell, Real Good For Free, 6 Tiny Tim, Two Time a Day/Loveship
- Kralingen - Isle of Wight: 1 x Vinyl LP (não oficial), lado A: Kralingen (Rotterdam June 1970), lado B: Isle of Wight: 1 Jethro Tull, Bouree, 2 The Doors, Break On Through, 3 Richie Havens, I'm a Stranger Here, 4 Arrival, Not Right Now, 5 Jimi Hendrix, God Save the Queen/Sgt Pepper's Lonely Hearts Club Band/Spanish Castle Magic
- Extremes: (2017) 1 CD + bonus DVD. Cenas do festival: "Welcome To The Isle Of Wight Music Festival" (10mn), "Naughty Naked People Celebrate Being Alive On The Beach " (5mn), "Meanwhile, Back At The Isle Of Wight" (4mn), "Dancing In The Sea, Letting It All Hang Out" (9mn)

## Influência
Andrew Kerr, Ubi Dwyer e Wally Hope estiveram no festival e, inspirados por seu clima libertário, idealizaram os festivais de Glastonbury, Windsor e Stonehenge, respectivamente.